# 拉西纳区
拉西纳区是塞爾維亞中部的行政区，行政中心为克魯舍瓦茨。该区西南與科索沃相鄰。行政区面積为2,667平方公里，2022年人口数量为207,197人。

## 城市和市镇
拉西纳区的范围包括一个城市和5个市镇：
- 克魯舍瓦茨（城市）
- 亞歷山德羅瓦茨
- 布鲁斯
- 契切瓦茨
- 特尔斯泰尼克
- 瓦尔瓦林